# Långtjärnen (Anundsjö socken, Ångermanland, 706613-160039)
Långtjärnen är en sjö i Örnsköldsviks kommun i Ångermanland och ingår i Moälvens huvudavrinningsområde.